# Limnophora leptosternita
Limnophora leptosternita är en tvåvingeart som beskrevs av Tong, Xue och Wang 2004. Limnophora leptosternita ingår i släktet Limnophora och familjen husflugor. Inga underarter finns listade i Catalogue of Life.